# Gelenau/Erzgeb.
Gelenau/Erzgeb. település Németországban, azon belül Szászország tartományban. Lakosainak száma 4085 fő (2023. december 31.). Gelenau/Erzgeb. Amtsberg és Drebach községekkel határos.

## Népesség
A település népességének változása:
| Lakosok száma | 4181 | 4196 | 4106 | 4111 | 4085 |
|               | 2017 | 2019 | 2021 | 2022 | 2023 |